# Museo di storia della farmacia
Il Museo di storia della farmacia dell'Università di Basilea (in tedesco: Pharmazie-Historisches Museum der Universität Basel) contiene una delle maggiori collezioni al mondo dedicate alla materia, tra cui ceramiche e mobili da farmacia, un laboratorio da alchimista, Mortaio (utensile)i, farmacie da viaggio, libri, medicamenti utilizzati in passato e tutto ciò che aveva a che fare con la produzione di prodotti farmaceutici.